# Cacosternum plimptoni
Cacosternum plimptoni är en groddjursart som beskrevs av Channing, Brun, Burger, Febvre och Moyer 2005. Cacosternum plimptoni ingår i släktet Cacosternum och familjen Pyxicephalidae. IUCN kategoriserar arten globalt som livskraftig. Inga underarter finns listade.